# Olympische Jugend-Sommerspiele 2014/Teilnehmer (Bahamas)
| Gelbes Symbol für Goldmedaillen mit stilisierten Olympischen Ringen | Graues Symbol für Silbermedaillen mit stilisierten Olympischen Ringen | Braundes Symbol für Bronzemedaillen mit stilisierten Olympischen Ringen |
| ------------------------------------------------------------------- | --------------------------------------------------------------------- | ----------------------------------------------------------------------- |
| —                                                                   | —                                                                     | 2                                                                       |

Die Jugend-Olympiamannschaft der Bahamas für die II. Olympischen Jugend-Sommerspiele vom 16. bis 28. August 2014 in Nanjing (Volksrepublik China) bestand aus 13 Athleten.

## Athleten nach Sportarten

### Leichtathletik
| Mädchen - Jenae Ambrose 100 m: 5. Platz 8 × 100 m Mixed: 39. Platz - Shaquania Dorsett 400 m: 14. Platz 8 × 100 m Mixed: 22. Platz - Dreshanae Rolle 400 m Hürden: 12. Platz 8 × 100 m Mixed: 53. Platz - Serena Brown Diskuswurf: 12. Platz 8 × 100 m Mixed: 40. Platz | Jungen - Tyler Bowe 100 m: 8. Platz 8 × 100 m Mixed: 65. Platz - Henri Delauze 400 m: Bronze 8 × 100 m Mixed: 46. Platz - Tavonte Mott 110 m Hürden: 11. Platz 8 × 100 m Mixed: 5. Platz |

### Schwimmen
| Mädchen - Joanna Evans 400 m Freistil: 5. Platz 800 m Freistil: Bronze - Laura Morley 50 m Brust: 24. Platz 200 m Brust: 18. Platz | Jungen - Dustin Tynes 50 m Brust: 23. Platz 100 m Brust: 14. Platz |

### Segeln
Jungen
- Paul De Souza
Byte CII: 23. Platz

### Tennis
Jungen
- Justin Roberts
Einzel: 1. Runde
Doppel: 1. Runde
Mixed: 1. Runde (mit Renata Zarazúa  Mexiko)
- Rasheed Carey
Einzel: 1. Runde
Doppel: 1. Runde
Mixed: Viertelfinale (mit Simona Heinová  Tschechien)